# Verbandsliga Schleswig-Holstein (ab 2008)
Die Verbandsliga Schleswig-Holstein ist seit der Saison 2017/18 die dritthöchste (bis dahin: zweithöchste) Fußballklasse in Schleswig-Holstein. Sie steht unter der Regie des Schleswig-Holsteinischen Fußballverbandes (SHFV) und besteht aus vier regionalen Staffeln, die derzeit Nord, Ost, West und Süd heißen.

## Struktur
Mit Ende der Saison 2007/08 wurde die bis dahin bestehende Verbandsliga Schleswig-Holstein in Schleswig-Holstein-Liga umbenannt. Sie ist seitdem eine der fünfthöchsten Ligen in Deutschland und führt ab 2017/18 offiziell den Namen Oberliga. Die Zahl ihrer Mannschaften wurde von 18 auf 16 verringert. Die vier regionalen Verbandsligen Schleswig-Holsteins ersetzten seit 2008 die Bezirksoberliga, da der SHFV seitdem keine Bezirke mehr hatte und hat. Sie bildeten daher als sechsthöchste Liga-Stufe den Unterbau der Schleswig-Holstein-Liga; die vier Meister stiegen (in der Regel) dorthinein auf. Unterhalb der Verbandsligen gab es zuletzt elf Kreisligen, welche die dritte Spielklasse im SHFV, die siebente im DFB bildeten.
2017 fand eine erneute Liga-Strukturreform statt. Da eine zweigleisige Landesliga als Unterbau der Oberliga (wieder-)eingerichtet wurde, sind die Verbandsligen und Kreisligen jetzt um jeweils eine Ebene zurückgestuft. Eingeführt wurde gleichzeitig der „flexible Spielbetrieb“, der das Einteilen der Verbands- und Kreisligastaffeln nach sinnvoll erscheinenden Kriterien erlaubt. Die Kreisgrenzen sind nicht mehr entscheidend, somit entfällt bei Auf- und Abstieg die „gleitende Skala“.

### Kreisfußballverbände
(Die nebenstehende Karte zeigt die politischen Kreisgrenzen, die nicht in allen Fällen mit denen der Kreisfußballverbände übereinstimmen, und kann daher nur der Groborientierung dienen.)
Verbandsliga Nord: ungefähr Nordfriesland, Rendsburg-Eckernförde, Schleswig-Flensburg; teilweise Dithmarschen;
Verbandsliga Ost: ungefähr Kiel, Plön; viele Vereine aus Ostholstein und Rendsburg-Eckernförde;
Verbandsliga West: ungefähr Rendsburg-Eckernförde, Segeberg, Steinburg, Dithmarschen;
Verbandsliga Süd: ungefähr Neumünster, Lübeck, Ostholstein, Herzogtum Lauenburg; teilweise Steinburg und Stormarn.
Die Vereine des Kreises Pinneberg gehören ausnahmslos dem Hamburger Fußball-Verband an, wie auch zahlreiche Vereine aus den südlichen Teilen von Stormarn (z. B. Oststeinbeker SV), Lauenburg (z. B. TuS Dassendorf) und Segeberg (z. B. Eintracht Norderstedt).

## Geschichte der Verbandsligen in Schleswig-Holstein
Der Name Verbandsliga wurde seit 1968 in Schleswig-Holstein verwendet: Zunächst wurden bis 1978 die der höchsten schleswig-holsteinischen Spielklasse nachfolgenden Ligen so bezeichnet (siehe: Landesliga Schleswig-Holstein (1968–1999)): die Verbandsliga Nord (für die Bezirke Nord und Ost, oder anders: die Städte Kiel, Neumünster und Flensburg und die Kreise Nordfriesland, Schleswig, Rendsburg-Eckernförde und Plön) und die Verbandsliga Süd (für die Bezirke West und Süd, oder anders: das übrige Holstein sowie Dithmarschen). Die heutige Oberliga Schleswig-Holstein besaß in diesem Zeitraum den Namen Landesliga Schleswig-Holstein. 1978 kam es zu einem Namenstausch: die Landesliga wurde als Verbandsliga weitergeführt, während die bisherigen Verbandsligen den Namen Landesliga bekamen.
Die Bezeichnung Verbandsliga für die höchste Spielklasse in Schleswig-Holstein blieb bis 2008 bestehen, die für die zwei Landesligen bis 1999. Sie wurden in dem Jahr durch vier Bezirksoberligen abgelöst und diese 2008 wiederum unter abweichender räumlicher Abgrenzung von den jetzigen vier Verbandsligen. Am 4. Juni 2016 hat der Verbandstag die oben erläuterte Spielklassenreform ab der Saison 2017/18 beschlossen. Die Verbandsliga ist die siebthöchste Spielklasse, als neue sechsthöchste Spielklasse wurde die Landesliga unterhalb der Oberliga Schleswig-Holstein mit den zwei Staffeln Schleswig und Holstein nach 18 Jahren wieder eingeführt. Neu sind die Bezeichnungen für die beiden Staffeln, statt früher Nord und Süd.

## Verbandsliga Nord

### Teilnehmer Saison 2024/25
- Büdelsdorfer TSV
- TSV Büsum
- DGF Flensborg
- TSB Flensburg II
- SC Weiche Flensburg 08 III (Aufsteiger)
- TSV Hattstedt
- Heider SV II (aus Staffel West)
- Husumer SV (Absteiger)
- SG Langenhorn/Enge-Sande
- SV Blau-Weiß Löwenstedt (Aufsteiger)
- SG Mitte NF
- TSV Rot-Weiß Niebüll (Aufsteiger)
- SG Nordau
- Schleswig 06
- SV Blau-Weiß Wesselburen (Aufsteiger)
- FSV Wyk-Föhr

### Meister
- 2009: SG Sylt/Haddeby  N1
- 2010: FC Sylt
- 2011: Husumer SV
- 2012: Schleswig 06
- 2013: Husumer SV
- 2014: FC Angeln 02
- 2015: TSB Flensburg
- 2016: SV Frisia 03 Risum-Lindholm
- 2017: TSV Friedrichsberg-Busdorf
- 2018: TSV Nordmark Satrup  N2
- 2019: TuS Collegia Jübek  N3
- 2020: TuS Rotenhof  N4
- 2021: keiner
- 2022: SV Dörpum, Slesvig IF (Nord-Ost)
- 2023: SG Eckernförde/Fleckeby
- 2024: Rot-Blau Obere Treene

## Verbandsliga Ost

### Teilnehmer Saison 2024/25
- Barkelsbyer SV (aus Staffel Nord)
- MTV Dänischenhagen
- SG Eckernförde/Fleckeby (Absteiger)
- Eckernförder SV II (aus Staffel Nord)
- TSV Flintbek
- Gettorfer SC (Absteiger)
- Heikendorfer SV
- SVE Comet Kiel
- MED SV
- SG Oldenburg/Göhl (Aufsteiger)
- TSV Plön
- Probsteier SG 2012
- SG Sarau/Bosau (aus Staffel Süd)
- TSG Concordia Schönkirchen
- Suchsdorfer SV (Aufsteiger)
- Wiker SV

### Meister
- 2009: TSV Klausdorf
- 2010: TSV Bordesholm
- 2011: Preetzer TSV
- 2012: TSV Altenholz
- 2013: TSV Schilksee
- 2014: TSV Bordesholm
- 2015: FC Kilia Kiel
- 2016: TSG Concordia Schönkirchen
- 2017: Inter Türkspor Kiel
- 2018: SpVg Eidertal Molfsee
- 2019: TSV Kronshagen  O1
- 2020: FC Kilia Kiel  O2
- 2021: keiner
- 2022: Preetzer TSV
- 2023: SSG Rot-Schwarz Kiel
- 2024: TSV Kronshagen  O3

## Verbandsliga West

### Teilnehmer Saison 2024/25
- FC Burg (Aufsteiger)
- FC Fetih-Kisdorf
- SG Geest 05
- Fortuna Glückstadt
- SV Merkur Hademarschen
- TSV Heiligenstedten (Absteiger)
- SV Henstedt-Ulzburg (Absteiger)
- VfR Horst
- Marner TV
- TuS Nortorf
- SG Oering-Seth
- FSG Saxonia (aus Staffel Ost)
- SV Tungendorf Neumünster (aus Staffel Ost)
- SV Wahlstedt (Aufsteiger)
- SV Wasbek (Aufsteiger)
- SV Alemannia Wilster (Aufsteiger)

### Meister
- 2009: PSV Union Neumünster
- 2010: SV Todesfelde
- 2011: SG Türk Spor Itzehoe/Itzehoer SV  W1
- 2012: TuS Hartenholm
- 2013: PSV Union Neumünster
- 2014: SG Reher/Puls  W2
- 2015: FC Reher/Puls
- 2016: TSV Lägerdorf
- 2017: TSV Wankendorf
- 2018: TuS Jevenstedt  W3
- 2019: SSC Phoenix Kisdorf  W4
- 2020: SV Henstedt-Ulzburg  W5
- 2021: keiner
- 2022: Kaltenkirchener TS
- 2023: TSV Heiligenstedten
- 2024: TuS Hartenholm  W6

## Verbandsliga Süd

### Teilnehmer Saison 2024/25
- FC Ahrensburg (Aufsteiger)
- TSV Bargteheide
- SG Breitenfelde/Mölln
- Büchen-Siebeneichener SV
- S.I.G. Elmenhorst (Aufsteiger)
- Eintracht Groß Grönau
- SV Hamberge
- SV Azadi Lübeck
- VfL Oldesloe
- TSV Pansdorf II (Aufsteiger)
- SVG Pönitz
- Sereetzer SV (Absteiger)
- TSV Travemünde
- TSV Trittau
- Türkischer SV (Aufsteiger)
- SG VRB Concordia

### Meister
- 2009: SV Eichede
- 2010: NTSV Strand 08
- 2011: Breitenfelder SV
- 2012: FC Dornbreite
- 2013: SV Eichede II
- 2014: Eutin 08
- 2015: Oldenburger SV
- 2016: NTSV Strand 08
- 2017: FC Dornbreite
- 2018: Lübecker SC
- 2019: Büchen-Siebeneichener SV  S1
- 2020: Eichholzer SV  S2
- 2021: keiner
- 2022: SSC Hagen Ahrensburg
- 2023: siehe unten
- 2024: SV Türkspor Bad Oldesloe

### Süd-Ost- und West-Meister
- 2022: 1. FC Phönix Lübeck II (Süd-West)
- 2023: SC Rapid Lübeck SO1 (Süd-Ost), SV Todesfelde II (Süd-West)